# テトラメチルピラジン
テトラメチルピラジン（英: 2,3,5,6-tetramethyl pyradine）は、化学式C8H12N2で表される複素環式化合物の一種。ピラジンにメチル基が4つ結合した構造で、通常は3水和物の状態で存在する。チョコレートやローストナッツのような甘い焦げ臭を持ち、食品香料などに用いられる。

## 用途
主に食品香料として、飲料やキャンディ、焼き菓子、乳製品に5ppm、スープや肉製品に10ppmほど使用される。天然に広く存在するが、工業的にはメチルエチルケトンに塩化スルフリルを反応させて塩化イソブチリルとしたのちアンモニアを反応させることにより合成する。

## 安全性
遺伝毒性は陰性であり、発癌性・内分泌攪乱性は確認されていない。